# Armageddon Time
Armageddon Time é um longa metragem dramático estadunidense lançado em 2022 escrito, dirigido e produzido por James Gray. O filme é estrelado por Anne Hathaway, Jeremy Strong, Banks Repeta, Jaylin Webb e Anthony Hopkins. Inspirada nas experiências de infância de Gray, a história segue um jovem menino judeu-americano que faz amizade com um colega de classe afro-americano e começa a lutar com as expectativas de sua família e crescer em um mundo de privilégio, desigualdade e preconceito. Foi filmado em Nova Jersey com o diretor de fotografia Darius Khondji e conta com o produtor brasileiro, Rodrigo Teixeira. A estreia mundial do filme foi no Festival de Cinema de Cannes de 2022 em 19 de maio de 2022 onde concorreu ao Palme d'Or, foi lançado nos Estados Unidos por meio de um lançamento em cinemas limitado em 28 de outubro de 2022 pela Focus Features, antes de se expandir amplamente em 4 de novembro de 2022. No Brasil estreou em 10 de Novembro de 2022. As críticas ao filme geralmente foram positivas dos críticos, mas falhou nas bilheterias, arrecadando pouco mais de US$ 5 milhões contra um orçamento de US$ 15 milhões.

## Elenco
- Banks Repeta como Paul Graff
- Anne Hathaway como Esther Graff
- Jeremy Strong como Irving Graff
- Jaylin Webb como Johnny Davis
- Anthony Hopkins como Aaron Rabinowitz
- Tovah Feldshuh como Mickey Rabinowitz
- Ryan Sell como Ted Graff
- John Diehl como Fred Trump[6]
- Jessica Chastain como Maryanne Trump[6]

## Produção
Em 16 de maio de 2019, a Variety informou que James Gray escreveria e dirigiria Armageddon Time, filme baseado em sua criação em Queens, Nova York. Cate Blanchett foi escalada em maio de 2020, com Gray afirmando que filmaria todas as suas cenas em três dias, incluindo um longo monólogo. No mês seguinte, Robert De Niro, Oscar Isaac, Donald Sutherland e Anne Hathaway foram adicionados ao elenco, com planos de filmar na cidade de Nova York assim que os efeitos da pandemia de COVID-19 fossem mínimos.
As filmagens começaram em outubro de 2021 em Nova Jersey. Esperava-se inicialmente que começasse no início de 2021. Em outubro, foi relatado que Anthony Hopkins e Jeremy Strong também estrelariam ao lado dos recém-chegados Banks Repeta, Jaylin Webb e Ryan Sell, com Hopkins e Strong substituindo De Niro e Isaac, respectivamente. A produção terminou em dezembro de 2021 e Andrew Polk e Tovah Feldshuh foram confirmados para estrelar. Domenick Lombardozzi foi revelado como parte do elenco em março de 2022. Mais tarde, foi revelado que Jessica Chastain substituiu Blanchett em uma participação especial.

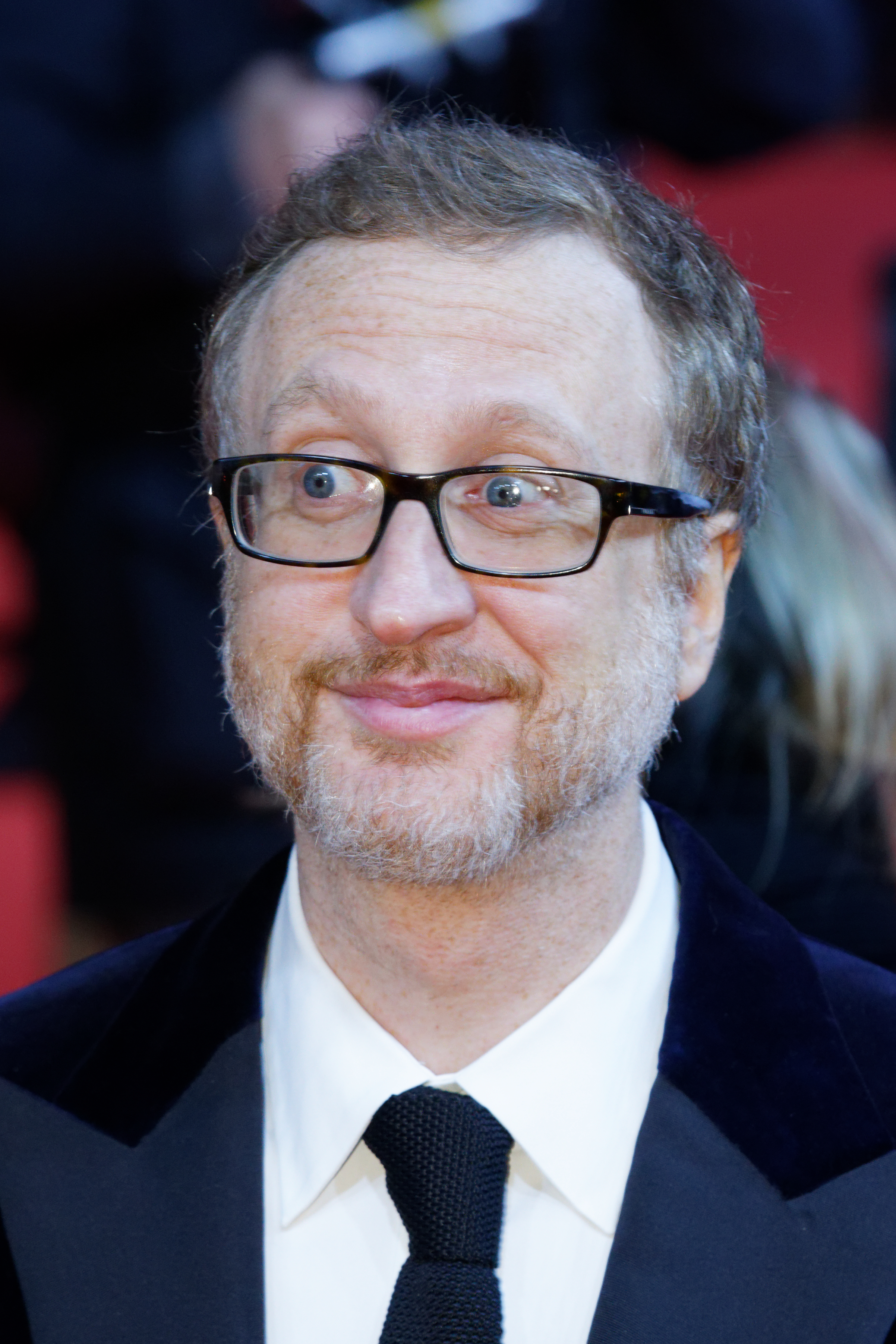
Roteirista, diretor e produtor James Gray

O título vem de uma música do The Clash, intitulada "Armagideon Time", que é ouvida várias vezes ao longo do filme.

## Lançamento
O filme estreou no Festival de Cinema de Cannes de 2022 em 19 de maio de 2022, onde foi aplaudido de pé por sete minutos do público. Começou um lançamento limitado nos Estados Unidos em 28 de outubro de 2022, antes de se expandir nacionalmente em 4 de novembro. Foi distribuído nos Estados Unidos pela Focus Features e internacionalmente pela Universal Pictures. No Brasil, estreou em 10 de Novembro de 2022.
Foi lançado para plataformas de VOD em 22 de novembro de 2022 e foi lançado em Blu-ray e DVD em 3 de janeiro de 2023 pela Universal Pictures Home Entertainment.

## Recepção

### Resposta da Crítica
No site agregador de críticas, Rotten Tomatoes, 76% das 212 críticas dos críticos são positivas, com uma classificação média de 6,9/10. O consenso do site diz: "Armageddon Time encontra o roteirista e diretor James Gray escavando seu próprio passado e retornando com um drama bem representado, refrescantemente livre de nostalgia". Metacritic, que utiliza uma média ponderada, atribuiu uma pontuação de 74 em 100 com base em 53 críticos, indicando "críticas geralmente favoráveis".

### Prêmios e Indicações
| Prêmio                                             | Data da Cerimônia       | Categoria                                     | Indicados       | Resultado     | Ref.   |
| -------------------------------------------------- | ----------------------- | --------------------------------------------- | --------------- | ------------- | ------ |
| AARP Movies for Grownups Awards                    | 17 de Fevereiro de 2023 | Best Intergenerational Film                   | Armageddon Time | Pendente      | [ 23 ] |
| AARP Movies for Grownups Awards                    | 17 de Fevereiro de 2023 | Best Time Capsule                             | Armageddon Time | Pendente      | [ 23 ] |
| Prêmios Critics' Choice Movie                      | 15 de Janeiro de 2023   | Melhor Jovem Ator/Atriz                       | Banks Repeta    | Pendente      | [ 24 ] |
| Festival de Cinema de Cannes                       | 28 de Maio de 2022      | Palme d'Or                                    | James Gray      | Indicado      | [ 25 ] |
| Film Comment Magazine                              | 16 de Dezembro de 2022  | Melhor Filme                                  | James Gray      | 19º Colocação | [ 26 ] |
| Gijón International Film Festival                  | 19 de Novembro de 2022  | Melhor Filme                                  | James Gray      | Indicado      | [ 27 ] |
| Gotham Awards                                      | 28 de Novembro de 2022  | Melhor Roteiro                                | James Gray      | Indicado      | [ 28 ] |
| Las Vegas Film Critics Society Awards              | 12 de Dezembro de 2022  | Melhor Performance Juvenil Masculina (Sub 21) | Banks Repeta    | Indicado      | [ 29 ] |
| National Board of Review                           | 8 de Dezembro de 2022   | Top10 Filmes Independentes                    | Armageddon Time | Venceu        | [ 30 ] |
| Santa Barbara International Film Festival          | 15 de Fevereiro de 2023 | Virtuoso Award                                | Jeremy Strong   | Venceu        | [ 31 ] |
| Prêmios Satellite                                  | 11 de Fevereiro de 2023 | Best Actor in a Supporting Role               | Jeremy Strong   | Pendente      | [ 32 ] |
| Washington DC Area Film Critics Association Awards | 12 de Dezembro de 2022  | Best Youth Performance                        | Banks Repeta    | Indicado      | [ 33 ] |